# Eucnemesaurus
Eucnemesaurus é um gênero representado por uma única espécie de dinossauro próssauropoda riojasáurido, que viveu no andar Carniano, no final do período Triássico, entre cerca de 225 e 210 milhões anos, na África. É considerado geralmente como sendo sinônimo de Euskelosaurus. O estudo recente de Yates, no entanto, indica que é válido e o mesmo animal que o "suposto gigante herrerassaurideo;  Aliwalia. É baseado no holótipo, TrM 119, um esqueleto parcial incluindo vértebras, parte de uma púbis, fêmur, e duas tíbias. Os restos foram encontrados na Formação de Elliot, distrito de Slabberts, Província do Estado Livre, África do Sul. Yates atribuiu o gênero à nova família Riojasauridae, com Riojasaurus, visto anteriormente como um melanorosáurido.[carece de fontes?]